# Polkville (Misisipi)
Polkville es un pueblo del Condado de Smith, Misisipi, Estados Unidos. Según el censo de 2000 tenía una población de 132 habitantes y una densidad de población de 22.0 hab/km².

## Demografía
Según el censo de 2000, había 132 personas, 51 hogares y 39 familias residiendo en la localidad. La densidad de población era de 22,0 hab./km². Había 62 viviendas con una densidad media de 10,3 viviendas/km². El 90,91% de los habitantes eran blancos y el 9,09% afroamericanos. 
Según el censo, de los 51 hogares en el 31,4% había menores de 18 años, el 70,6% pertenecía a parejas casadas, el 3,9% tenía a una mujer como cabeza de familia y el 23,5% no eran familias. El 21,6% de los hogares estaba compuesto por un único individuo y el 9,8% pertenecía a alguien mayor de 65 años viviendo solo. El tamaño promedio de los hogares era de 2,59 personas y el de las familias de 3,03.
La población estaba distribuida en un 25,0% de habitantes menores de 18 años, un 6,1% entre 18 y 24 años, un 31,1% de 25 a 44, un 21,2% de 45 a 64 y un 16,7% de 65 años o mayores. La media de edad era 40 años. Por cada 100 mujeres había 106,3 hombres. Por cada 100 mujeres de 18 años o más, había 106,3 hombres.
Los ingresos medios por hogar en la localidad eran de 39.375 dólares ($) y los ingresos medios por familia eran 48.750 $. Los hombres tenían unos ingresos medios de 35.625 $ frente a los 16.250 $ para las mujeres. La renta per cápita para la ciudad era de 18.056 $. El 6,3% de la población y el 2,8% de las familias estaban por debajo del umbral de pobreza. El 10,3% de los habitantes de 65 años o más vivían por debajo del umbral de pobreza.

## Geografía
Según la Oficina del Censo de los Estados Unidos, la localidad tiene un área total de 6,0 km², todos ellos correspondientes a tierra firme.